# Linha Laranja do Metrô do Distrito Federal (Brasil)
A Linha Laranja: Central ↔ Terminal Samambaia é uma das linhas em operação do Metrô do Distrito Federal, inaugurada no dia 17 de agosto de 1998. Estende-se por cerca de 28,0 km. A cor distintiva da linha e que lhe dá nome é o laranja.
Possui um total de 18 estações em operação, das quais 9 são subterrâneas e 9 são superficiais. Além destas, mais 3 estações encontram-se em construção e outras 11 estão planejadas. As estações entre a Estação Central e a Estação Águas Claras possibilitam integração com a Linha Verde.
A linha é operada pela Companhia do Metropolitano do Distrito Federal (Metrô DF). Atende as regiões administrativas de Brasília, Guará, Águas Claras, Taguatinga e Samambaia.
Em março de 2024, foi assinado o contrato que prevê uma expansão da linha em Samambaia, com a construção de duas novas estações, uma próxima a UPA da Região Administrativa, e outra próxima ao Centro Olímpico. As obras da expansão em Samambaia tiveram início em fevereiro de 2025.

## Estações
| Nome               | Inauguração            | Região administrativa | Integração | Posição     | Latitude      | Longitude     |
| ------------------ | ---------------------- | --------------------- | ---------- | ----------- | ------------- | ------------- |
| Central            | 31 de março de 2001    | Brasília              |            | Subterrânea | 15° 47' 36" S | 47° 53' 03" O |
| Galeria            | 31 de março de 2001    | Brasília              |            | Subterrânea | 15° 47' 56" S | 47° 53' 04" O |
| 102 Sul            | 4 de junho de 2009     | Brasília              |            | Subterrânea | 15° 48' 20" S | 47° 53' 22" O |
| 104 Sul            | Em obras               | Brasília              |            | Subterrânea | 15° 48' 38" S | 47° 53' 38" O |
| 106 Sul            | 16 de setembro de 2020 | Brasília              |            | Subterrânea | 15° 48' 54" S | 47° 53' 55" O |
| 108 Sul            | 12 de abril de 2008    | Brasília              |            | Subterrânea | 15° 49' 09" S | 47° 54' 13" O |
| 110 Sul            | 16 de setembro de 2020 | Brasília              |            | Subterrânea | 15° 49' 21" S | 47° 54' 33" O |
| 112 Sul            | 9 de maio de 2009      | Brasília              |            | Subterrânea | 15° 49' 37" S | 47° 54' 52" O |
| 114 Sul            | 31 de março de 2001    | Brasília              |            | Subterrânea | 15° 49' 51" S | 47° 55' 12" O |
| Terminal Asa Sul   | 17 de agosto de 1998   | Brasília              |            | Superfície  | 15° 50' 13" S | 47° 55' 57" O |
| Shopping           | 17 de agosto de 1998   | Brasília              |            | Superfície  | 15° 49' 56" S | 47° 57' 02" O |
| Feira              | 17 de agosto de 1998   | Guará                 |            | Superfície  | 15° 49' 23" S | 47° 58' 30" O |
| Guará              | 10 de maio de 2010     | Guará                 |            | Subterrânea | 15° 49' 35" S | 47° 59' 01" O |
| Arniqueiras        | 5 de fevereiro de 2002 | Águas Claras          |            | Superfície  | 15° 50' 12" S | 48° 01' 01" O |
| Águas Claras       | 17 de agosto de 1998   | Águas Claras          |            | Superfície  | 15° 50' 24" S | 48° 01' 41" O |
| Taguatinga Sul     | 17 de agosto de 1998   | Taguatinga            | -          | Superfície  | 15° 51' 06" S | 48° 02' 31" O |
| Furnas             | 17 de agosto de 1998   | Samambaia             | -          | Superfície  | 15° 51' 53" S | 48° 03' 36" O |
| Samambaia Sul      | 5 de fevereiro de 2002 | Samambaia             | -          | Superfície  | 15° 52' 08" S | 48° 04' 17" O |
| Terminal Samambaia | 17 de agosto de 1998   | Samambaia             | -          | Superfície  | 15° 52' 25" S | 48° 05' 05" O |
| 35                 | Em obras               | Samambaia             | -          | Superfície  |               |               |
| 36                 | Em obras               | Samambaia             | -          | Superfície  |               |               |